# 브레비앙드

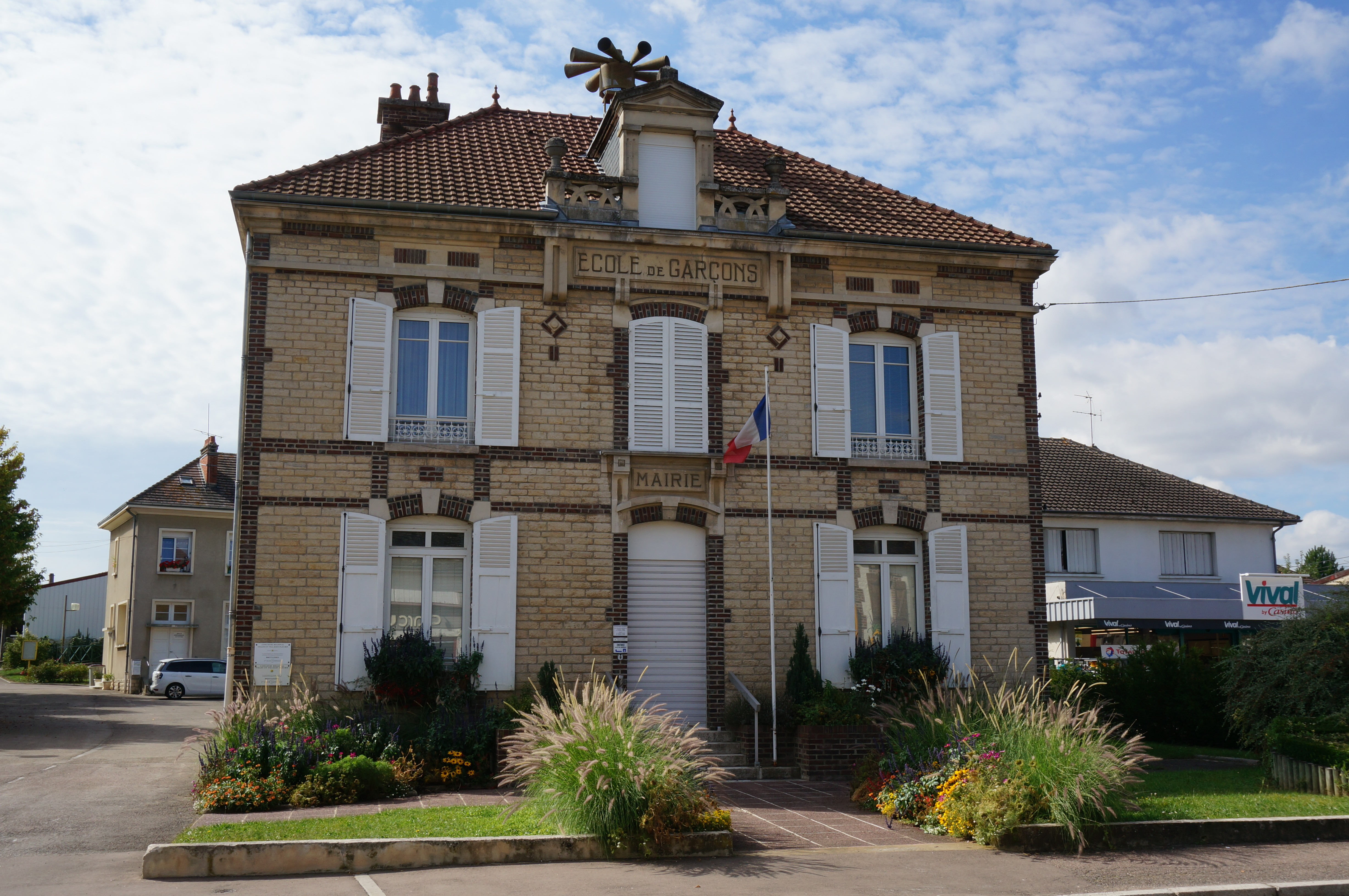

브레비앙드(프랑스어: Bréviandes)는 프랑스의 작은 코뮌으로서, 프랑스 샹파뉴아르덴 레지옹의 오브주에 있다. 오브 주의 주도 트루아와 인접해 있어, 트루아 마을 그룹의 제7캉통(군)이기도 하다. 파리 남동쪽 약 150km 지점에 있다.

## 인구
| 연도 | 인구  | ±%     |
| ---- | ----- | ------ |
| 1962 | 925   | —      |
| 1968 | 1,095 | +18.4% |
| 1975 | 1,501 | +37.1% |
| 1982 | 1,683 | +12.1% |
| 1990 | 1,687 | +0.2%  |
| 1999 | 1,926 | +14.2% |
| 2008 | 2,212 | +14.8% |
| 2012 | 2,416 | +9.2%  |

## 같이 보기
- 오브주의 코뮌 목록